# Al Williamson
Alfonso Al Williamson (* 21. März 1931 in New York City, New York; † 12. Juni 2010 in Upstate New York, New York) war ein US-amerikanischer Comiczeichner.

## Leben
Kurz nach Williamsons Geburt zog seine Familie mit ihm nach Bogotá, Kolumbien, und kehrte erst nach New York zurück, als er 13 Jahre alt war. In New York besuchte er zunächst Burne Hogarths Cartoonists and Illustrators School und im Anschluss das Pratt Institute. Seinen ersten Comic veröffentlichte Williamson im Alter von 17 Jahren. Nachdem er mehrere Jahre unter verschiedenen Pseudonymen für verschiedene Comicverlage gezeichnet hatte, wurde er im Jahr 1952 als jüngster Zeichner Mitarbeiter beim Comicverlag E.C. Nach der Einstellung dessen Heftevertriebs im Jahr 1955 arbeitete Williamson wiederum für diverse Verlage, als Ghostzeichner für Burne Hogarth und Dan Barry und als Assistent für John Prentice bei dessen Strip Rip Kirby. In den Jahren 1966 und 1967 zeichnete er den von Alex Raymond kreierten Comic Flash Gordon, bevor er 1967 von Bob Lubbers den in Secret Agent Corrigan umbenannten daily strip Secret Agent X-9 übernahm, den er bis in das Jahr 1980 hielt. Ab den 1990er Jahren zeichnete Williamson vermehrt Comic-Adaptionen von Kinofilmen.
Williamson war zweimal verheiratet; seine erste Frau Arlene starb im Jahr 1977, seine zweite Frau Cori, mit der 32 Jahre lang verheiratet war, überlebte ihn. Neben seiner Witwe hinterließ er eine Tochter und einen Sohn. Er wurde 1966 von der National Cartoonists Society ausgezeichnet. Andreas C. Knigge bezeichnete Williamson als einen der „brillantesten amerikanischen Zeichner“.